# Aljaksandra Herassimenja
Aljaksandra Wiktarauna Herassimenja (belarussisch: Аляксандра Віктараўна Герасіменя; Łacinka: Aliaksandra Viktaraŭna Hierasimienia; * 31. Dezember 1985 in Minsk, Weißrussische Sozialistische Sowjetrepublik, UdSSR) ist eine belarussische Schwimmerin. Sie ist auf Freistil und Rückenschwimmen auf Kurzstrecken spezialisiert.

## Sportliche Karriere

### Dopingsperre 2003
2003 erhielt Aljaksandra Herassimenja eine zweijährige Sperre wegen eines positiven Tests auf das Steroid Norandrosteron.
Bei den Schwimmweltmeisterschaften 2011 gewann sie gemeinsam mit Jeanette Ottesen eine Goldmedaille über 100 m Freistil in 53,45 s.

### Olympische Sommerspiele 2012 und 2016

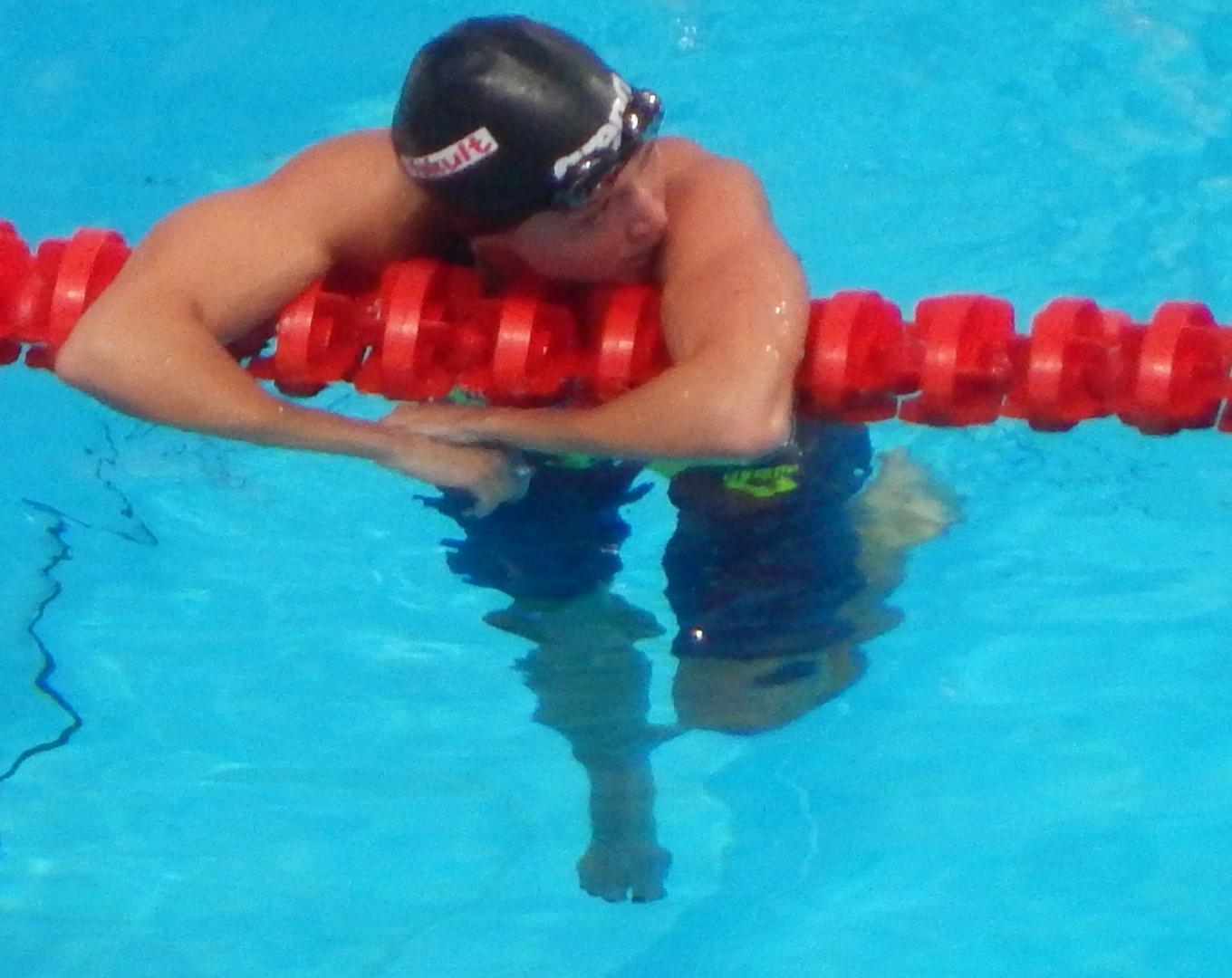
Kazan 2015

Bei den Olympischen Sommerspielen 2012 gewann sie über 50 m und 100 m Freistil Silber hinter Ranomi Kromowidjojo aus den Niederlanden.
Bei den Olympischen Sommerspielen 2016 in Rio de Janeiro gewann sie Bronze über 50 m Freistil.
Bei den Weltmeisterschaften 2017 in Budapest wurde sie in der Disziplin 50 m Rücken mit 27,23 Sekunden Dritte hinter der Brasilianerin Etiene Medeiros und der Chinesin Fu Yuanhui.

## Politische Aktivitäten
Während der Proteste in Belarus 2020 gehörte Herassimenja zu den Mitunterzeichnern eines offenen Briefs, der die staatlichen Behörden zur Abhaltung von Neuwahlen sowie zur Freilassung politischer Gefangener auffordert. Im Oktober 2020 wurde bekannt, dass sie sich in Vilnius aufhält, wo sie das Amt der Vorsitzenden der Athletenvertretung Belarusian Sport Solidarity Foundation (BSSF) einnimmt. Die BSSF war im August des Vorjahres von Herassimenja gegründet worden, als nach der umstrittenen Wiederwahl von Präsident Lukaschenka heftige Proteste in Belarus ausbrachen. Im Frühjahr 2021 wurde sie von der belarussischen Justiz mit dem Vorwurf angeklagt, Sportlerinnen und Sportler, »die für die Verletzung der Gesetze der Republik Belarus verantwortlich gemacht wurden«, durch den BSSF finanziell und rechtlich zu unterstützen. Sie habe den Behörden zufolge »absichtlich falsche Informationen« unter anderem über den Verlauf und die Ergebnisse des Wahlkampf verbreitet.
Am 26. Dezember 2022 wurde Herassimenja in Abwesenheit vom Minsker Stadtgericht zu zwölf Jahren Haft verurteilt.